# Ferdinandsfeld
Ferdinandsfeld ist ein Gemeindeteil von Schernfeld im oberbayerischen Landkreis Eichstätt.

## Lage
Die Einöde Ferdinandsfeld liegt westlich von Rupertsbuch auf der Gemarkung Workerszell an der Bundesstraße 13.

## Geschichte
Der Gutshof wurde nach Großherzog Ferdinand III. von Toskana benannt, dessen Landeskulturkommission die Urbarmachung des sogenannten Weißenburger Mähder plante (1805).
Die Grundsteinlegung fand im Jahre 1805 statt und war ein Auftrag des letzten Fürstbischofs von Eichstätt Joseph von Stubenberg. Der Gutshof sollte der Beginn einer ganz neuen Siedlung, einer Bauernkolonie hinter Rupertsbuch, sein. Mit der Säkularisation wurde das Vorhaben eingestellt und der Gutshof ist heute das letzte Zeugnis der einstigen Bestrebungen.
Der erste Privateigentümer nach der Säkularisation war der Eichstätter Hofbaumeister Jordan Mauerer, der von drei weiteren Privatpersonen abgelöst worden ist. 1852 kam der Hof in Besitz von Franz Xaver Neumeyer aus Schönau. Bis heute ist Familie Neumeyer Eigentümerin des Gutshofes.
1964 wurde ein Hotel- und Gaststättenbetrieb im Gutshof eingerichtet.
Bis zur Gemeindegebietsreform ein Ortsteil von Workerszell, wurde der Ort am 1. Mai 1978 nach Schernfeld eingegliedert.
2006 wurde auf dem inzwischen stillgelegtem Areal ein Freizeitcamp eröffnet, das neben einem Minigolfplatz und einem Biergarten auch die Möglichkeit zur Übernachtung bietet (Zeltplatz, Blockhaus).
2015 eröffneten das Ehepaar Dieter und Ernestine Schaller zudem ein Restaurant im vollständig restaurierten Bauernhof.